# Goeroe Amar Das

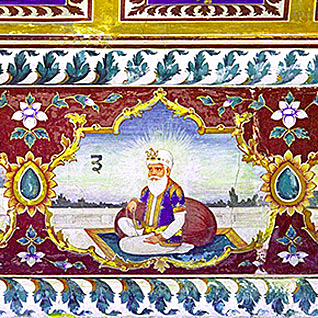
Goeroe Amar Das

Goeroe Amar Dās (Gurmukhi: ਸ੍ਰੀ ਗੁਰੂ ਅਮਰ ਦਾਸ ਜੀ, Devanagari: स्री गुरू अमर दास जी) (5 mei 1479, Khadur, India – 1 september 1574, Goindwal) was de derde van de tien goeroes van het sikhisme. Hij werd goeroe op 26 maart 1552 op de gevorderde leeftijd van 73 jaar en trad in de voetsporen van zijn voorganger Goeroe Angad, die drie dagen na Amar Dās' benoeming stierf.
Onder Amar Dās werd de status van sikh-vrouwen gelijkgesteld aan die van sikh-mannen. Ook organiseerde hij drie festivals per jaar waar de sikhs elkaar ontmoetten, realiserend dat periodieke ontmoetingen tussen gelovigen de band met elkaar en het geloof zouden versterken. Verder ontdeed hij het sikhisme van veel hindoe-invloeden die in het vroege sikhisme nog aanwezig waren. Zo moedigde hij huwelijken tussen mensen uit verschillende kasten aan om het hindoeïstische kastensysteem te doen vervagen, en stond hij weduwen toe te hertrouwen.
Voordat Amar Dās stierf, benoemde hij Goeroe Ram Das tot zijn opvolger.
Nanak · Angad  · Amar Das  · Ram Das · Arjan  · Hargobind · Har Rai  · Har Krisjan · Tegh Bahadur · Gobind Singh